# Diócesis de Killala
La diócesis de Killala (en latín: Dioecesis Alladensis, en inglés: Roman Catholic Diocese of Killala y en irlandés: Deoise Chill Ala) es una circunscripción eclesiástica de la Iglesia católica en la República de Irlanda. Se trata de una diócesis latina, sufragánea de la arquidiócesis de Tuam. Desde el 10 de abril de 2024 es sede vacante y su administrador apostólico es el arzobispo es Francis Duffy.

## Territorio y organización

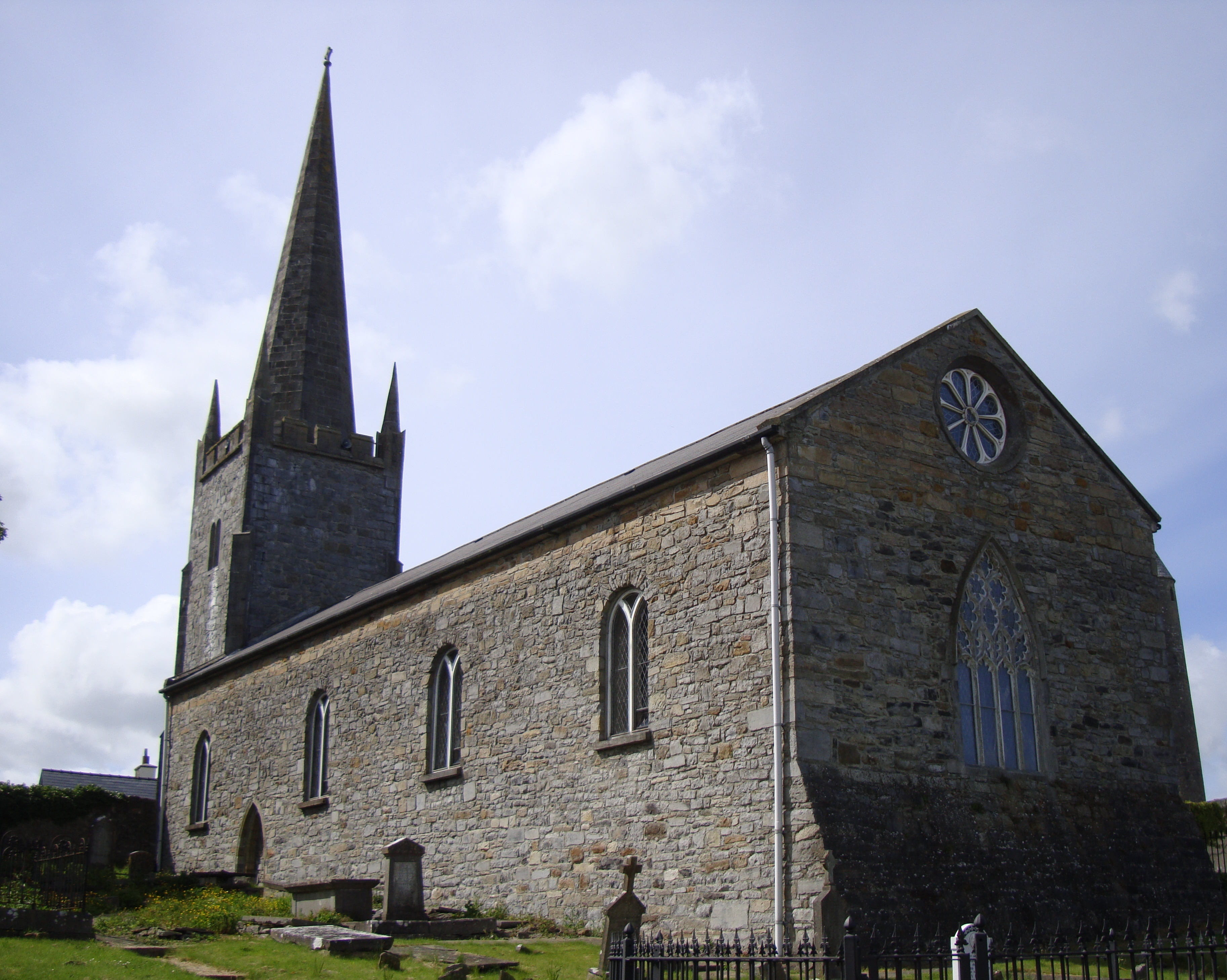
Catedral de San Patricio, en Killala, perteneciente a la Iglesia de Irlanda y construida sobre las ruinas de la antigua catedral

La diócesis tiene 3734 km² y extiende su jurisdicción sobre los fieles católicos de rito latino residentes en parte de los condados de Mayo y de Sligo.
La sede de la diócesis se encuentra en la ciudad de Ballina, en donde se halla la Catedral de San Muiredach. En Killala se encuentra la Catedral de San Patricio de la Iglesia de Irlanda, cuyo edificio actual fue construido en 1670 sobre las ruinas de la destruida catedral católica durante la Reforma anglicana.
En 2023 en la diócesis existían 22 parroquias.

## Historia
Según la tradición, san Patricio fundó un monasterio en Killala (Cell-Aladh), que confió a uno de sus compañeros, san Muiredach. Sin embargo, otra tradición, considerada históricamente más fidedigna, sitúa la época de Muiredach en el siglo VI. Hijo de Eochaid, descendiente del rey irlandés Leaghaire, participó en el Sínodo de Drumceat, en el 575 conoció a san Columba, y murió hacia el 590. Gams hipotetizó la existencia de dos obispos homónimos, en los siglos V y VI, pero esta solución no es aceptada por todos los historiadores.
Al igual que las otras sedes irlandesas del primer milenio, Killala también fue una sede monástica, con su propia escuela abacial, y está encabezada por un abad, que también podría ser consagrado obispo. Después de Muiredach, los anales irlandeses registran varios nombres de abades-obispos, en su mayoría pertenecientes a la familia real O'Maolfoghmhair.
Con motivo de la reorganización de la Iglesia irlandesa sobre el modelo de la continental, en el Sínodo de Ráth Breasail de 1111, la diócesis de Killala es mencionada entre las sufragáneas de la arquidiócesis de Armagh. Su territorio era más grande que en la actualidad, ya que también incluía el territorio de la actual diócesis de Achonry y el distrito entre Sligo y Ballyshannon. En 1152 el Sínodo de Kells la convirtió en sufragánea de la arquidiócesis de Tuam y su territorio fue reducido por la erección de la diócesis de Achonry. Durante mucho tiempo sus obispos fueron designados como "obispos de Ui Fiachrach".
El primer obispo de Killala mencionado en los registros romanos fue Donato O'Bechdha: su posesión de la diócesis fue confirmada en un rescripto fechado el 30 de marzo de 1198 por el papa Inocencio III. Este documento registra la transferencia de antiguas iglesias, monasterios y propiedades eclesiásticas a la jurisdicción del obispo diocesano. En el proceso, proporciona un registro de los topónimos de la diócesis. Insula Gedig, por ejemplo, es Iniskea, una isla en la bahía de Blacksod. Inisgluairibrandani es Inisglora de Brendan. Se dice que el monasterio original de esta isla fue fundado por san Brandán.
A principios del siglo XIV el rey Eduardo II de Inglaterra (1307-1327), deseoso de controlar mejor a la Iglesia católica irlandesa, propuso al papa la fusión de varias diócesis pequeñas, entre ellas la de Killala con la diócesis de Elphin, pero la proyecto no fue realizado.
Los dominicos establecieron una diócesis en 1274 en Rathfran; los agustinos establecieron un priorato en Ardnaree antes de 1400; los franciscanos fundaron un monasterio en Moyne en 1455, que pronto se hizo famoso en la región por su studium.
Durante la Reforma anglicana realizada por Enrique VIII de Inglaterra en 1534, el obispo era Richard Barrett, pero se desconoce si realizó el juramento de supremacía real, pero se mantuvo en el cargo hasta su muerte en 1545. Redmond O'Gallagher fue nombrado en su lugar por el papa Paulo III el 6 de noviembre de 1545 y se mantuvo en el cargo hasta su traslado a la diócesis de Derry el 22 de junio de 1569. El único obispo anglicano de la diócesis fue Owen O'Connor, nombrado el 18 de octubre de 1591, tras su muerte el 14 de enero de 1607 la diócesis anglicana estuvo vacante y en 1622 fue fusionada para formar la diócesis de Killala y Achonry, que en 1834 pasó a ser parte de la arquidiócesis anglicana de Tuam, y desde 1839 es parte de la diócesis de Tuam, Killala y Achonry de la Iglesia de Irlanda.
La diócesis católica durante la Reforma anglicana experimentó inicialmente un período de tranquilidad, quizás debido a su lejanía de los centros de poder. No fue hasta 1590 que se suprimieron los monasterios religiosos y en 1591 se nombró al primer obispo anglicano. La sede estuvo vacante desde 1583 hasta 1707 con la sola interrupción del episcopado de Francis Kirwan, quien tuvo que abandonar la diócesis y murió exiliado en Rennes, Bretaña. Durante la ausencia de los obispos, la sede fue gobernada por vicarios apostólicos designados por Roma. Solo en el siglo XVIII los obispos de la diócesis fueron nombrados continuamente.
El obispo Dominic Bellew, que gobernó la diócesis entre los siglos XVIII y XIX, trasladó la sede del obispado de Ardnaree, donde solía residir, a Ballina. Fue aquí donde en 1820 Peter Waldron encargó a su obispo coadjutor John MacHale el diseño de una nueva catedral. La primera misa se celebró en el otoño de 1831, pero también debido al trágico período de la gran hambruna irlandesa el edificio no se completó hasta 1892.
Durante el episcopado de John Conmy (1893-1911) se estableció el seminario diocesano en Ballina.
En los últimos años del siglo XX la diócesis enfrentó el problema de la despoblación y la emigración.

## Estadísticas
Según el Anuario Pontificio 2024 la diócesis tenía a fines de 2023 un total de 34 524 fieles bautizados.
| Año                                                                             | Población | Población | Población      | Sacerdotes | Sacerdotes | Sacerdotes | Católicos por sacerdote | Diáconos permanentes | Religiosos | Religiosos | Parroquias y cuasiparroquias |
| Año                                                                             | Católicos | Total     | % de católicos | Total      | Diocesanos | Regulares  | Católicos por sacerdote | Diáconos permanentes | Masculinos | Femeninos  | Parroquias y cuasiparroquias |
| ------------------------------------------------------------------------------- | --------- | --------- | -------------- | ---------- | ---------- | ---------- | ----------------------- | -------------------- | ---------- | ---------- | ---------------------------- |
| 1950                                                                            | 47 971    | 49 237    | 97.4           | 61         | 61         |            | 786                     |                      |            | 124        | 22                           |
| 1970                                                                            | 42 420    | 43 331    | 97.9           | 60         | 60         |            | 707                     |                      |            |            | 22                           |
| 1980                                                                            | 40 204    | 41 904    | 95.9           | 53         | 53         |            | 758                     |                      | 4          | 117        | 22                           |
| 1990                                                                            | 38 286    | 39 101    | 97.9           | 52         | 50         | 2          | 736                     |                      | 5          | 92         | 22                           |
| 1999                                                                            | 36 586    | 37 457    | 97.7           | 57         | 53         | 4          | 641                     | 1                    | 11         | 75         | 22                           |
| 2000                                                                            | 36 975    | 37 833    | 97.7           | 57         | 53         | 4          | 648                     | 1                    | 11         | 73         | 22                           |
| 2001                                                                            | 36 934    | 38 001    | 97.2           | 57         | 53         | 4          | 647                     | 1                    | 12         | 71         | 22                           |
| 2002                                                                            | 38 115    | 39 254    | 97.1           | 60         | 55         | 5          | 635                     | 1                    | 13         | 69         | 22                           |
| 2003                                                                            | 37 758    | 38 897    | 97.1           | 59         | 54         | 5          | 639                     | 1                    | 13         | 65         | 22                           |
| 2004                                                                            | 37 951    | 39 562    | 95.9           | 59         | 56         | 3          | 643                     |                      | 8          | 53         | 22                           |
| 2006                                                                            | 38 633    | 40 471    | 95.5           | 52         | 50         | 2          | 742                     |                      | 7          | 51         | 22                           |
| 2013                                                                            | 37 761    | 40 916    | 92.3           | 48         | 47         | 1          | 786                     |                      | 1          | 36         | 22                           |
| 2016                                                                            | 38 276    | 39 822    | 96.1           | 41         | 40         | 1          | 933                     |                      | 4          | 35         | 22                           |
| 2019                                                                            | 38 069    | 41 481    | 91.8           | 42         | 40         | 2          | 906                     |                      | 5          | 34         | 22                           |
| 2021                                                                            | 36 012    | 40 365    | 89.2           | 41         | 38         | 3          | 878                     |                      | 6          | 34         | 22                           |
| 2023                                                                            | 34 524    | 41 545    | 83.1           | 40         | 35         | 5          | 863                     |                      | 7          | 33         | 22                           |
| Fuente: Catholic-Hierarchy, que a su vez toma los datos del Anuario Pontificio. |           |           |                |            |            |            |                         |                      |            |            |                              |

## Episcopologio
- San Muiredach I † (442/443-?)
- Kellach † (534?-544 falleció)
- Muredach II † (mencionado en 590 circa)
- O'Maolfoghmhair † (?-1137 falleció)
- O'Maolfoghmhair † (?-1151 falleció)
- Imar O'Ruadhain † (?-1177 falleció)
- Mael Isa MacMailin † ?
- Donat O'Beoda † (5 de abril de 1198-1205 o 1207 falleció)
- O'Kelly † (?-1214 falleció)
- Cormac O'Torpaid † (?-1226 falleció)
- John O'Maolfoghmhair † (?-1234 falleció)
- Gilla Kelly O'Ruadhain † (?-antes del 22 de junio de 1253 falleció)
- John O'Laidigh, O.P. † (antes de 1264-octubre de 1280 falleció)[nota 2]
- Donat O'Flaherty † (16 de abril de 1281-marzo de 1306 falleció)
- John Tankard † (13 de junio de 1306-1343 falleció)
  - Sede vacante (1343-1346)[nota 3]
- William O'Dowda † (26 de junio de 1346-1350 falleció)
- Robert Elyot † (8 de junio de 1351-1389)
  - Thomas Lodowis, O.P. † (9 de agosto de 1381-? falleció) (antiobispo)
- Thomas Orwell, O.F.M. † (31 de enero de 1390-antes de noviembre de 1398 nombrado obispo de Dromore)
- Thomas Barrett † (14 de abril de 1400-?)
- Muredach Cleragh † (?-1403 falleció)
  - O'Hanick † (1416-1416 falleció) (obispo electo)
- Connor O'Connell † (?-1423 falleció)[nota 4]
- Forgall Fitzamartin, O.E.S.A. † (26 de septiembre de 1425-?)
- Bernard O'Connell † (30 de enero de 1430-? falleció)[nota 5]
- Manus Fitzultagh O'Dowda † (después del de septiembre de 1431-1436 falleció)
- Thady MacCreagh, O.P. † (3 de septiembre de 1436-? falleció)
- James Blakedon, O.P. † (15 de octubre de 1442-? falleció)
- Forgall †
- Robert Baret † (3 de julio de 1447-? falleció)
- Roderick, O.E.S.A. † (3 de marzo de 1452-? falleció)
- Richard Viel, O.Carth. † (17 de octubre de 1459-? falleció)
- Miler †
- Donat O'Connor, O.P. † (2 de diciembre de 1461-dopo de octubre de 1467 falleció)
- Thomas Barrett † (6 de febrero de 1471-?)
- John O'Cassin, O.F.M. † (18 de enero de 1487-circa 1490 renunció)
- Thomas † (antes de 1493-1497 falleció)[nota 6]
- Thomas Cleragh (Clerke) † (3 de junio de 1500-1505 renunció)
- Malachy O'Clowan † (12 de febrero de 1505-1512 falleció)
- Richard Barrett † (7 de enero de 1513-1544 falleció)
- Raymond O'Gallagher † (6 de noviembre de 1545-22 de junio de 1569 nombrado obispo de Derry)
- Donat O'Gallagher, O.F.M.Obs. † (4 de septiembre de 1570-23 de marzo de 1580 nombrado obispo de Down y Connor)
- John O'Cohasay, O.F.M.Obs. † (11 de julio de 1580-1583 falleció)
  - Sede vacante (1583-1645)
- Francis Kirwan † (6 de febrero de 1645-27 de agosto de 1661 falleció)
  - Sede vacante (1661-1707)
- Thaddeus Francis O'Rourke, O.F.M.Ref. † (15 de marzo de 1707-septiembre de 1735 falleció)
- Peter Archdeacon, O.F.M. † (30 de septiembre de 1735-abril de 1739 falleció)
- Bernard O'Rourke † (24 de abril de 1739-antes del 8 de julio de 1743 falleció)
- John Brett, O.P. † (27 de julio de 1743-28 de agosto de 1748 nombrado obispo de Elphin)
- Mark Skerret † (23 de enero de 1749-5 de mayo de 1749 nombrado arzobispo de Tuam)
- Bonaventura MacDonnell, O.F.M. † (7 de mayo de 1749-16 de septiembre de 1760 falleció)
- Philip Phillips † (24 de noviembre de 1760-1 de julio de 1776 nombrado obispo de Achonry)
- Alexander Irwin † (1 de julio de 1776-25 de septiembre de 1779 falleció)
- Dominic Bellew † (18 de diciembre de 1779-junio de 1813 falleció)
- Peter Waldron † (4 de octubre de 1814-20 de mayo de 1834 falleció)
- John MacHale † (27 de mayo de 1834 por sucesión-21 de julio de 1834 nombrado arzobispo de Tuam)
- Francis O'Finan, O.P. † (13 de febrero de 1835-27 de noviembre de 1847 falleció)
- Thomas Feeny † (11 de enero de 1848-9 de agosto de 1873 falleció)
- Hugh Conway † (9 de agosto de 1873 por sucesión-23 de abril de 1893 falleció)
- John Conmy † (23 de abril de 1893 por sucesión-26 de agosto de 1911 falleció)
- Jacob Naughton † (27 de noviembre de 1911-16 de febrero de 1950 falleció)
- Patrick O'Boyle † (12 de diciembre de 1950-12 de octubre de 1970 renunció[nota 7])
- Thomas McDonnell † (12 de octubre de 1970-21 de enero de 1987 retirado)
- Thomas Anthony Finnegan † (3 de mayo de 1987-19 de febrero de 2002 retirado)
- John Fleming (19 de febrero de 2002-10 de abril de 2024 retirado)
  - Francis Duffy, desde el 10 de abril de 2024 (administrador apostólico)